# Martha Richler
Martha Richler (11 ottobre 1964) è una disegnatrice e storica inglese.
Ha lavorato presso la London Evening Standard, ed è stata la prima donna a produrre i cartoni animati per i giorrnali di Londra, conosciuti collettivamente come "Fleet Street". Suo padre è lo scrittore Mordecai Richler.
| Controllo di autorità | VIAF (EN) 45455520 · LCCN (EN) nr98002848 |